# Flytväst

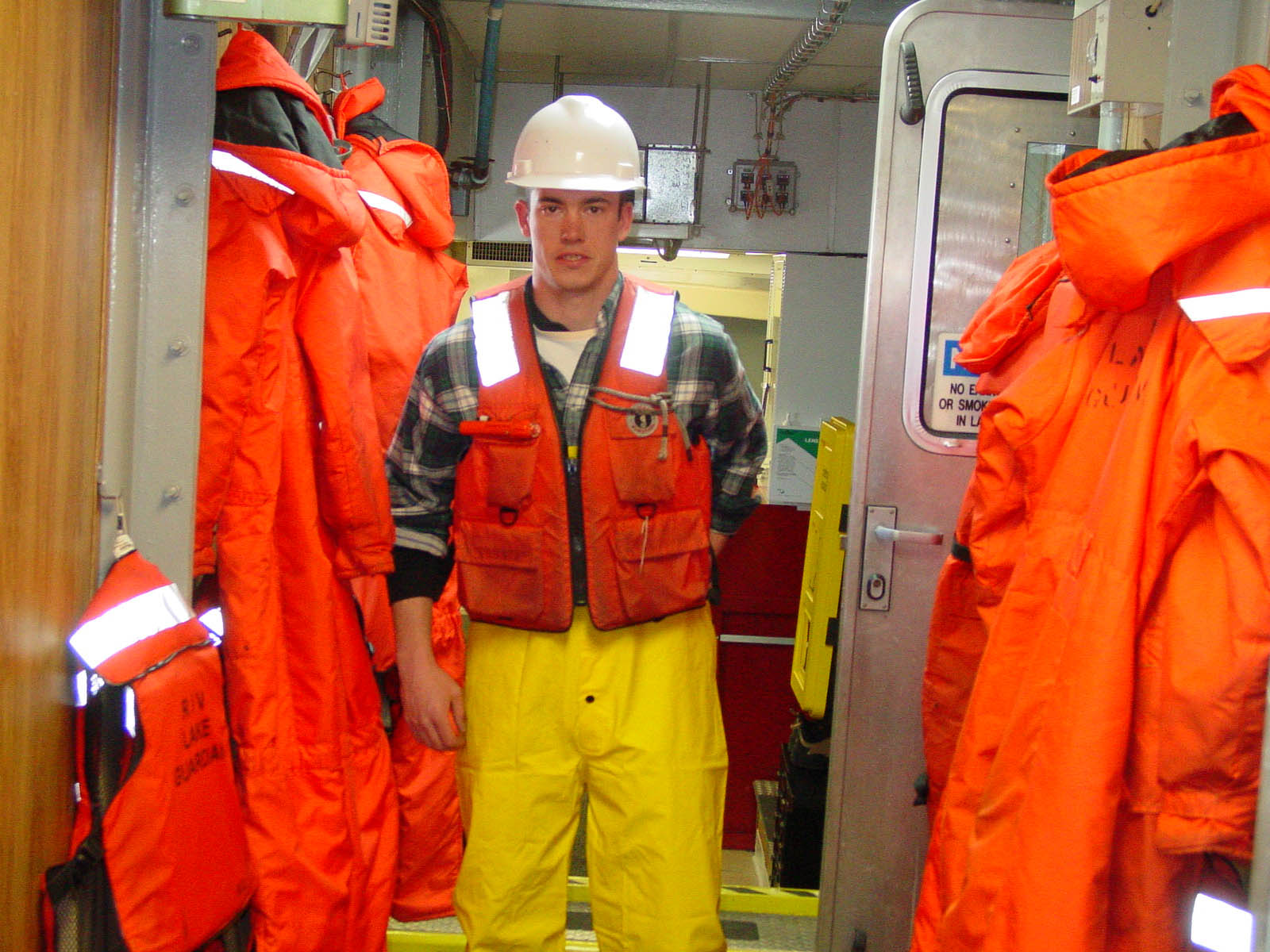
Man med flytväst. Annan flytutrustning syns i bakgrunden.

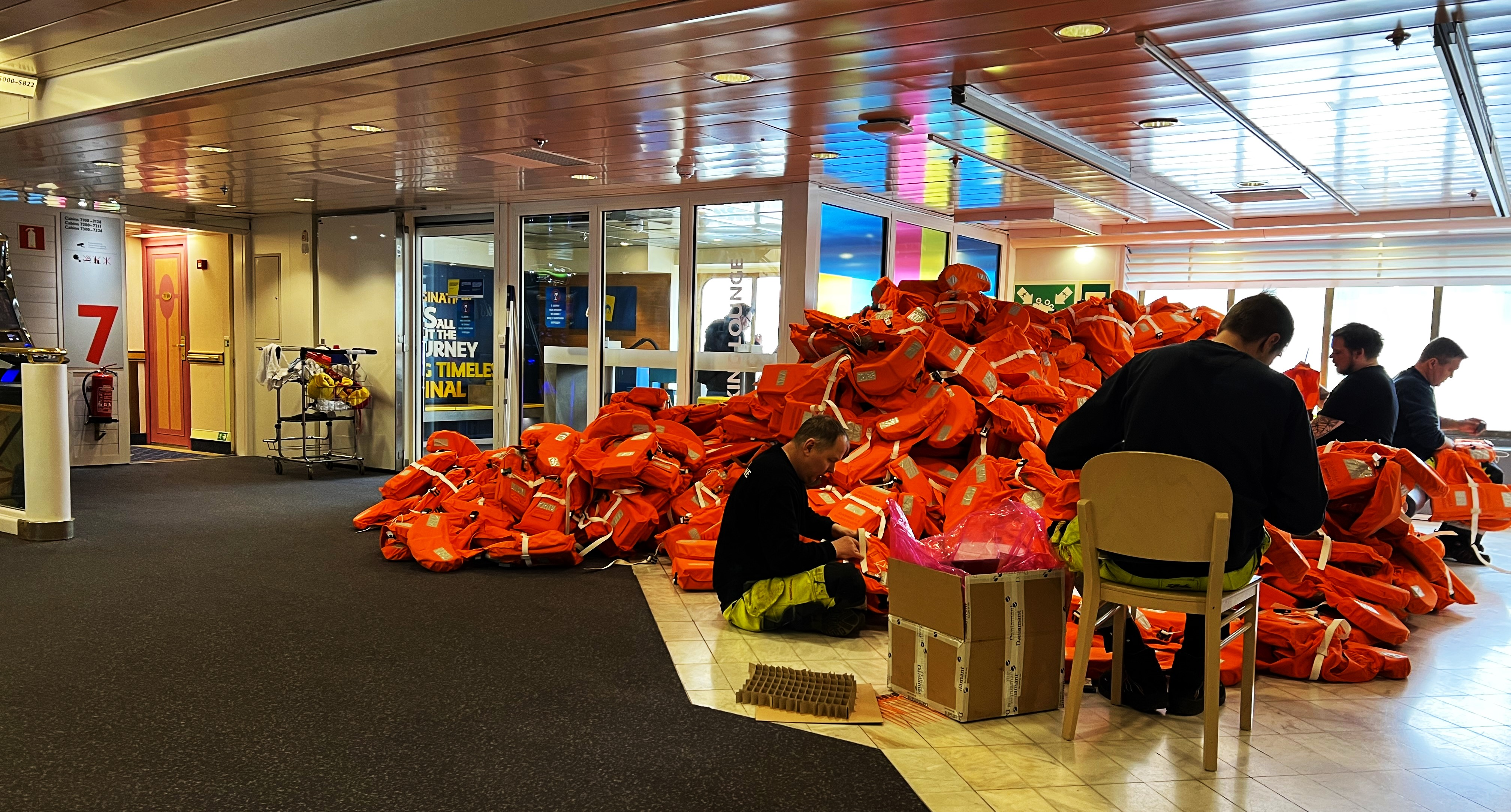
Underhåll av räddningsvästar på ett kryssningsfartyg.

En flytväst är ett plagg, oftast tillverkat av syntetiska fibrer, med innehåll som hjälper bäraren att flyta. Det finns olika slags flytvästar, till exempel räddningsvästar, seglarvästar samt kanot- och kajakvästar. Även flytoveraller och motsvarande plagg är mycket populära, men kan vara problematiska. En del flytplagg är avsedda att användas där hjälp finns snabbt tillgänglig, andra i mer krävande förhållanden.
Man bör vara medveten om att flytvästens lyftkraft är ganska liten eftersom den endast är avsedd att hjälpa till att lyfta en människokropp som har ungefär samma densitet som vattnet så mycket att personen utan ansträngning kan hålla huvudet över ytan. En flytväst märkt "för kroppsvikt upp till 50 kg" har i de flesta fall en lyftkraft på cirka 5 kg. Man klarar alltså inte av att simma med särskilt mycket last även om man tar på sig en flytväst.

## Standarder
Flytvästar och andra flytplagg behandlas i den internationella standarden ISO 12402:2006 och delas där in i grupper för olika användningsområden. Tidigare gällde standarden EN 393, EN 395, EN 396 och EN 399, innan dess i Sverige konsumentverkets regler och fram till 70-talet VDN-märkning.
Olika klassers flytplagg enligt ISO 12402:2006:
- Räddningsväst klass 275 (ISO 12402-2), för alla vatten och alla förhållanden
- Räddningsväst klass 150 (ISO 12402-3), för alla vatten, men inte säker tillsammans med tung eller vattentät klädsel
- Räddningsväst klass 100 (ISO 12402-4), för skyddade vatten, ej säker för medvetslösa
- Flythjälp klass 50 (ISO 12402-5), för goda simmare nära strand i goda förhållanden
- livvästar och flythjälpsplagg för speciella ändamål (ISO 12402-6)

Dessutom innehåller standarden avsnitt om livvästar för havsgående fartyg (ISO 12402-1), material och tillbehör (ISO 12402-7 och -8), testmetoder (ISO 12402-9 och avsnitt i de övriga delarna) och val och användning av utrustningen  (ISO 12402-10).
Klasserna 50, 100, 150 och 275 benämns enligt hur många newton (N) plaggets lyftkraft nominellt skall vara. 50 N kan hålla 5 kg (fem liter människokropp) ovanför ytan. Den verkliga lyftkraften varierar dock beroende på storlek, till exempel så att flytvästar för barn har betydligt mindre lyftkraft än den nominella.
Standarden ISO 12401 behandlar selar och säkerhetslinor för arbete på däck i fritidsbåtar, vilka ibland integreras med flytvästarna. Den tidigare standarden var EN 1095.

## Fasta och uppblåsbara västar
De traditionella flytvästarna innehåller ett fast ämne som är lättare än vatten, vanligen cellplast såsom polyeten eller PVC, tidigare till exempel kork.
På senare år har det blivit vanligt med uppblåsbara räddningsvästar, som fylls med gas ur ett tryckkärl vid behov. Innan sådana flytvästar aktiverats är de betydligt mindre än traditionella flytvästar. Uppblåsbara räddningsvästar är vanligen i klasserna för krävande förhållanden, 150 N eller mera.
De uppblåsbara västarna har en patron med koldioxid eller annat ämne som i gasform kan fylla västen och vanligen en ventil med en cellulosatablett eller annan anordning som utlöses då flytvästen hamnar under vatten. Ventilen kan också utlösas manuellt genom att dra i ett snöre eller flytvästen blåsas upp med munnen. Ventilen kan ha en säkring som hindrar oavsiktlig aktivering.
Uppblåsbara västar kräver regelbunden kontroll och service. Vissa delar måste bytas ut regelbundet och efter användning eller oavsiktlig aktivering. Uppblåsbara västar ställer också större krav på att användaren kan använda dem på rätt sätt – till exempel kan de vara farliga då de utlöses om man har kläder ovanpå dem.

## Räddningsväst
Räddningsväst är en flytväst som är i 100-klassen eller högre. Räddningsvästar har krage som ser till att hålla huvudet över vattenytan, reflexer, grenband, och visselpipa. Västen måste även klara av att i allmänhet vända en medvetslös person till ryggläge för att bli godkänd enligt ISO-reglerna.
Räddningsvästar i 100-klassen klarar inte att hålla en medvetslös persons mun och näsa över vatten i grövre sjögång eller att säkert vända en person med tyngre kläder.

## Flytplagg

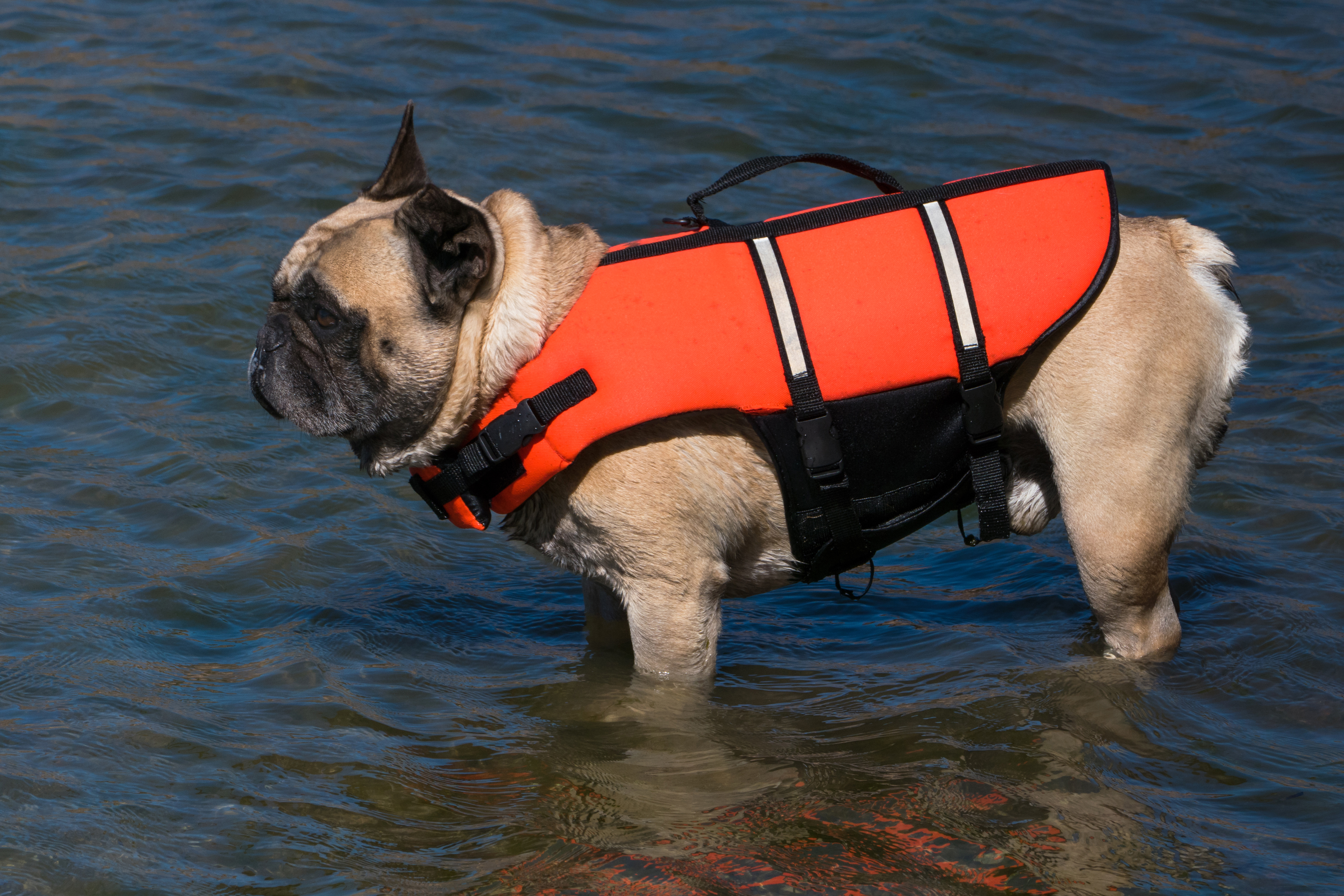
Fransk bulldogg med flytväst

Flytplagg är ett samlingsnamn på en väldigt stor grupp flytvästar. Västar i 50N-klassen kallas vanligtvis seglarvästar. Det finns sedan olika grupper av 50N-västar anpassade för olika behov. Till exempel vattensport, jollesegling, kanot/kajak, rodd, segling, och vanliga allroundvästar. Nästan alla flytplagg är på 50N såsom jackor, overaller, dunvästliknande västar. Det finns uppblåsbara plagg till exempel västar, jackor som också ligger i 50N-klassen. Skillnaden mellan ett flytplagg och en räddningsväst är att räddningsvästen skall vända användaren på rygg och hålla huvudet från vattnet medan flytplagget bara håller användaren flytande. Det räcker inte vid sjögång, för medvetslösa, mindre vana simmare eller då hjälpen låter vänta på sig. Det är väl tilltagna gränser även för flytplagg, en person på 80–90 kg behöver ungefär 25-30N för att hålla sig flytande[källa behövs] och en vanlig CE-godkänd flytväst ligger på 50N. Flytplagg skall bara användas under goda förhållanden där hjälp finns nära, av simkunniga personer som väger över 25 kg. Annars skall en räddningsväst bäras.

## Flytoverall
Flytoverallerna, overaller med flytelement i sig, ersätter normalt inte flytväst. Personalen på försäljningsplatsen ska i Finland informera konsumenterna om saken muntligt i samband med produktdemonstration och försäljning. Efter den 30.6.2009 får flytoveraller inte säljas i Finland, om de inte uppfyller betydligt strängare krav än de tidigare flytoverallerna. Tvådelade plagg behandlades inte i anvisningarna, men kan ha motsvarande problem.
Flytoverall är en overall som har inbyggd flytväst, mycket populär bland sportfiskare under höst, vinter och vår. Vanligen är flytoverallerna klassade som flytplagg (enligt EN 393), det vill säga de ersätter flytväst enbart i skyddade vatten där man kan räkna med snabb hjälp och då användaren har god simförmåga. Det har visat sig att de därtill inte hjälper på ett sätt som användaren kan antas tro. Flytoverallerna uteslöts från ISO 12402 på grund av upptäckta problem.
Tester utförda 2007 visade att flytoverallerna i allmänhet inte uppfyllde kraven på flythjälp: som vattenfyllda blir de mycket tunga och klumpiga och gör det svårt att simma eller på annat sätt försöka rädda sig, istället för att hjälpa personen. Testerna utfördes av Arbetshälsoinstitutet efter en olycka 2004 då två män klädda i flytoveraller drunknade. Efter testen utfärdade Konsumentverket anvisningar om att användarna måste varnas för att flytoverallerna inte räcker som skydd för någon som hamnar i vattnet.
Social- och hälsovårdsministeriet ansåg i sitt utlåtande om flytoveraller att de inte bör skaffas för användande i arbete eller användas i arbete.

## Kända märken
- Fladen (Sverige)
- Baltic (Sverige)
- Helly Hansen (Norge)
- Crewsaver (Storbritannien)
- Mullion (Storbritannien)
- Sundridge (Storbritannien)